# مثنوية (فلسفة العقل)
في فلسفة العقل :  المثنوية dualism هو مجموعة من النظريات والرؤى حول العلاقة بين العقل والمادة، تبدأ هذه النظريات بالقول ان الظاهرة العقلية هي في بعض نواحيها لا-فيزيائية أو لا-جسدية.

## اقرأ أيضاً
- مثنوية الخصائص